# Mount Frödin
Mount Frödin (in Chile Monte Bertil Frödin) ist ein rund 600 m hoher Berg an der Danco-Küste des westantarktischen Grahamlands. Er ragt 800 m ostsüdöstlich des Waterboat Point am Ufer des Paradise Harbor auf.
Die Erstbesteiger, die beiden britischen Geologen Thomas Wyatt Bagshawe (1901–1976) und Maxime Charles Lester (1891–1957) während der British Imperial Antarctic Expedition (1920–1922), benannten ihn als Mount Lunch-Ho! nach dem Mittagessen (englisch lunch), das sie auf dem Gipfel eingenommen hatten. Teilnehmer der 5. Chilenischen Antarktisexpedition (1950–1951) benannten ihn dagegen nach dem schwedischen Ingenieur Bertil Frödin, der bei dieser Forschungsreise geologische und glaziologische Untersuchungen durchgeführt hatte. Das UK Antarctic Place-Names Committee übertrug diese Benennung 1978 ins Englische.